# (3066) McFadden
(3066) McFadden (1984 EO) – planetoida z pasa głównego asteroid okrążająca Słońce w ciągu 4,02 lat w średniej odległości 2,53 j.a. Odkryta 1 marca 1984 roku.